# Ondřej Glajcar
Ondřej Glajcar, též Andreas Glajcar či Andrzej Glajcar (11. září 1840, Děhylov – 22. dubna 1918, Drahomyšl) byl evangelický duchovní, církevní hodnostář a publicista.
Teologii studoval ve Vídni. Ordinován byl 17. ledna 1865. Působil nejprve jako farář v Sarnowě-Czermině (Reichsheim-Hohenbach) v Haliči a následně v letech 1868–1870 jako druhý farář v Krakově, odkud byl povolán do Drahomyšle na Těšínsku.

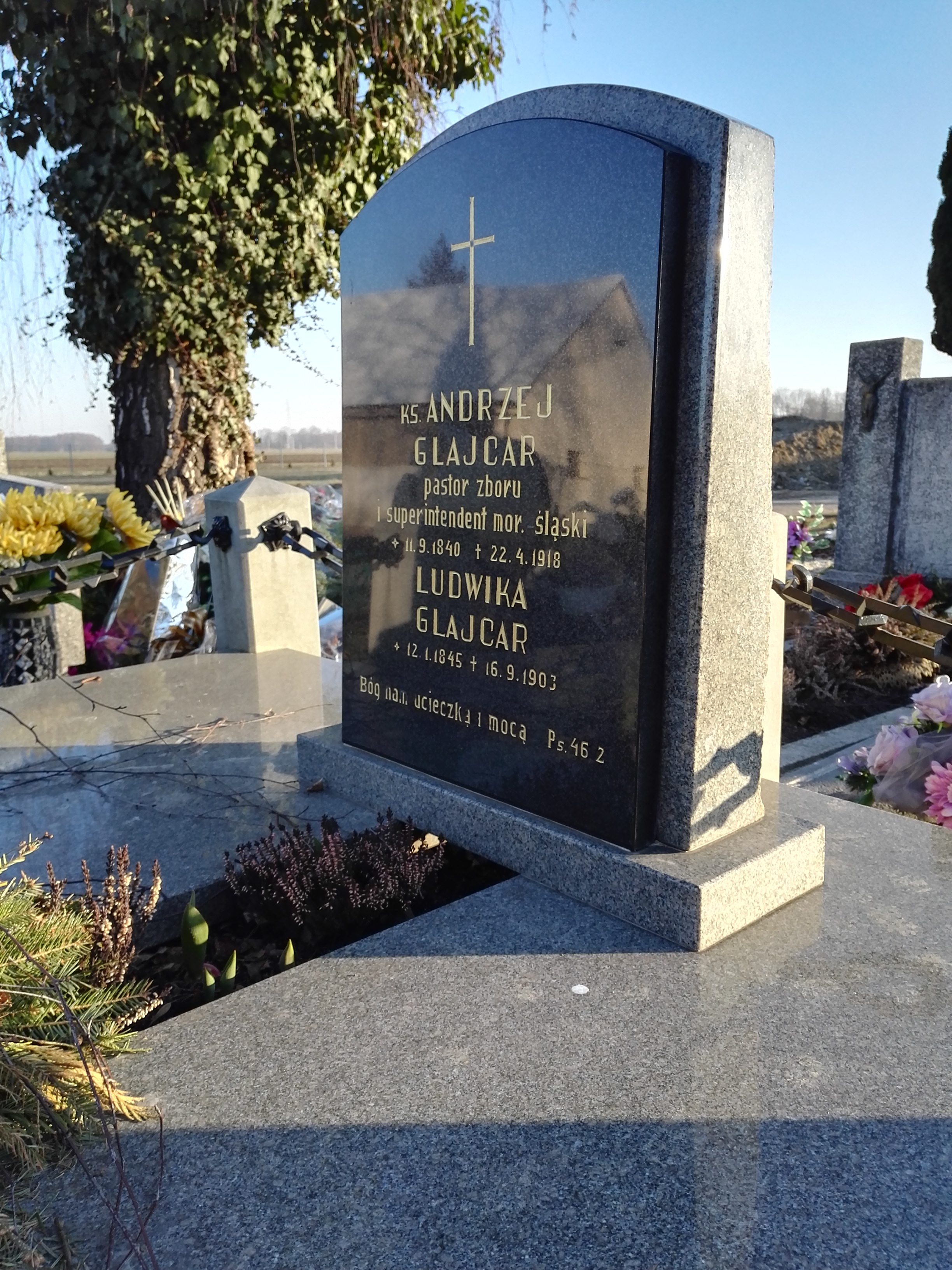
Glajcarův náhrobek v Drahomyšli

Roku 1883 se stal konseniorem slezského seniorátu. Dne 16. září 1909 byl zvolen do úřadu slezského seniora. Dne 12. září 1911 byl zvolen do úřadu superintendenta Moravsko-slezské superintendence rakouské evangelické církve; ve volbě porazil o jeden hlas protikandidáta Jana Pindóra. Úřad zastával od roku 1912 do své smrti.
Byl členem Slezské lidové strany. Redigoval časopisy „Nowy Czas“ a „Przegląd. Organ Filialnego Towarzystwa rolniczo-leśniczego dla Wschodniego Szląska.“
Byl ženat s Ludwikou; měli dvě děti (syna a dceru).
Byl nositelem Zlatého záslužného kříže s korunou a byl komturem Řádu Františka Josefa.
Je pohřben v Drahomyšli.
| Superintendent moravsko-slezské superintendence a. v. | Superintendent moravsko-slezské superintendence a. v. | Superintendent moravsko-slezské superintendence a. v. |
| ----------------------------------------------------- | ----------------------------------------------------- | ----------------------------------------------------- |
| Předchůdce: Ondřej Krzywoń                            | 1912–1918 Ondřej Glajcar                              | Nástupce: Martin Theodor Haase                        |